# 地下鉄81-720/721形電車
81-720/721形はムィティシ機械製造工場（→メトロワゴンマッシュ）で製造された地下鉄用電車。設計当時の最新技術が多数導入された車両で、モスクワを流れるヤウザ川にちなみヤウザ（ロシア語: Яуза）と言う愛称を有していた。

## 概要
1970年代、ムィティシ機械製造工場は軽量のアルミニウム合金を用い、内装の見直しにより定員数が増加した試作車のI形電車を3編成試作し、モスクワ地下鉄に導入した。だが防火設備の不備などの欠陥が指摘された事で量産は行われず、以降の車両製造は従来の車両の構造を基にした81-717/714形によって行われる事となった。この頓挫したI形の計画を再度活用する形で開発が実施されたのが81-720/721形である。
編成は運転台を有する電動制御車の81-720形と中間電動車の81-721形によって構成される他、付随車（81-722形）を連結することも可能であったが設計のみで終わった。車体は下部のビード加工が施されてない軽量のステンレスで構成され、前面は進行方向右側に非常扉、左側に運転台を有する左右非対称のデザインが用いられ、運転室上の屋根には冷暖房を完備した空調装置が搭載されていた。座席は全車ロングシートで、従来の車両から座席数が減少した代わりに総定員数が増加していた。また屋根は蛍光灯を用いた2列の車内照明と騒音を抑えた換気ユニットが設置されていた他、不燃性の素材の使用や消火設備の搭載などI形電車で不十分だった防火対策も考慮された設計となっていた。
製造当初は従来の車両と同様の主電動機や抵抗制御方式を用いた制御装置が使用されていたが、1992年の試験以降はダイナモ（ロシア語: Динамо）社によって開発された直流電動機（DK-120形）やサイリスタチョッパ制御方式を用いた制御装置が搭載されていた。制御装置は電気指令式空気ブレーキと回生ブレーキを用い、主要機器と共にマイクロプロセッサによる自動制御および診断システムにより管理された。

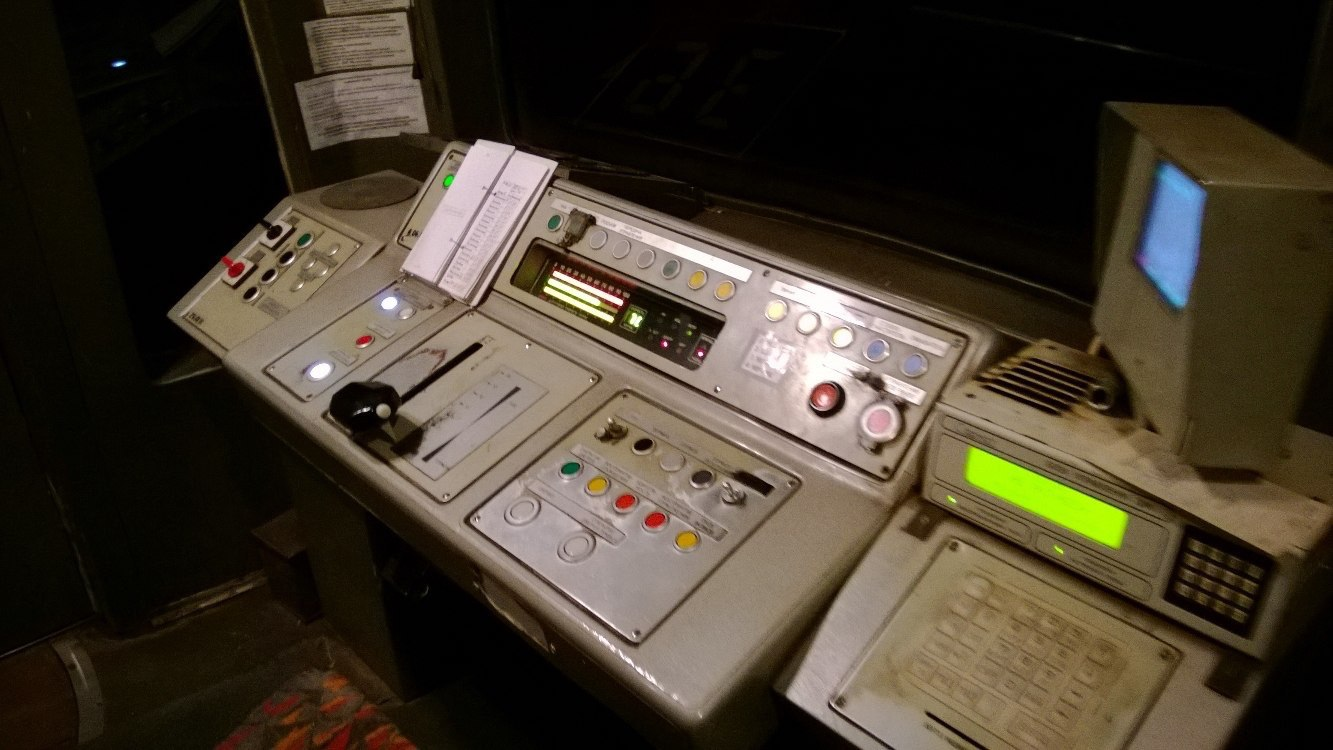
運転台
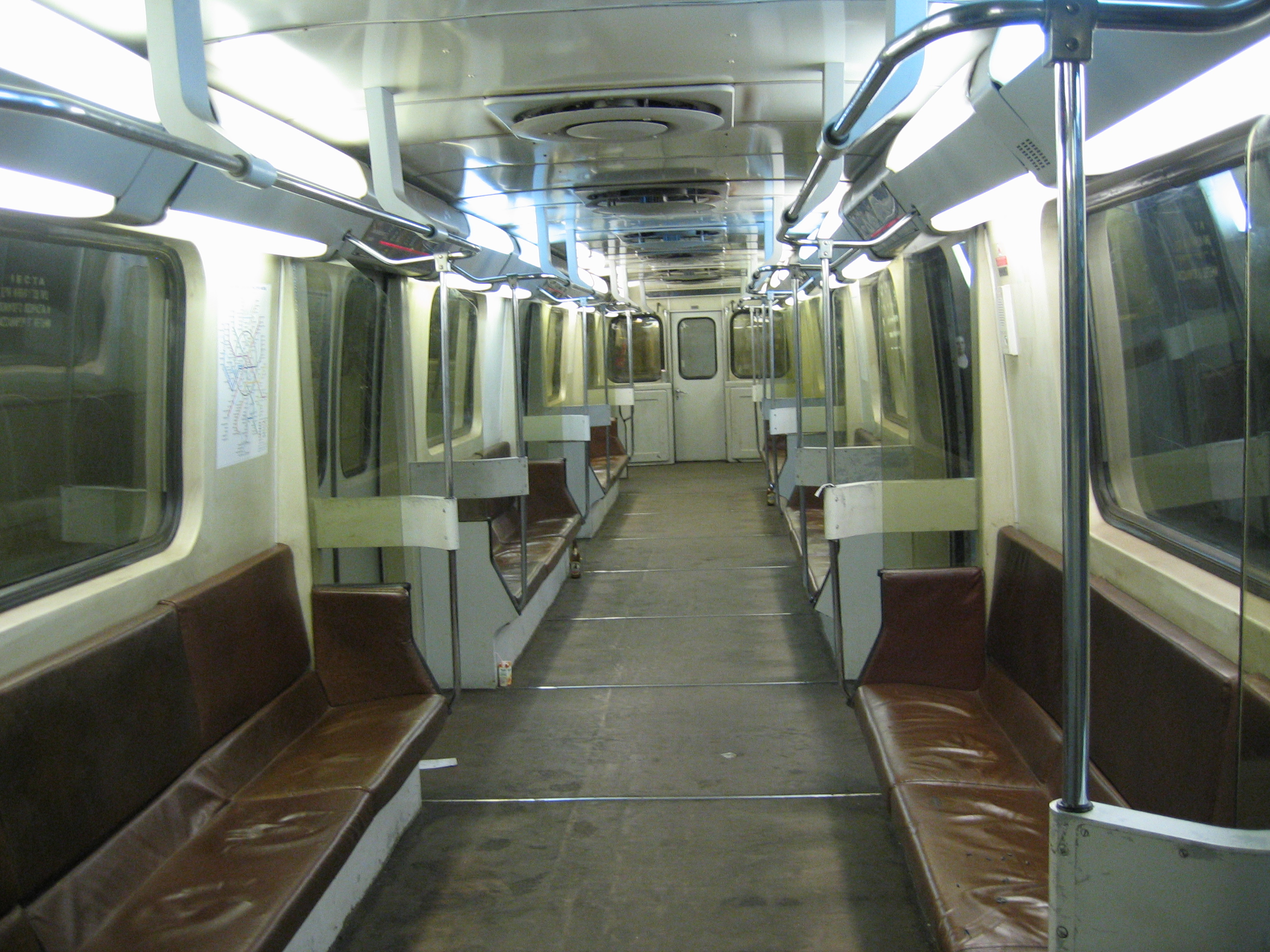
車内（81-720/721形）
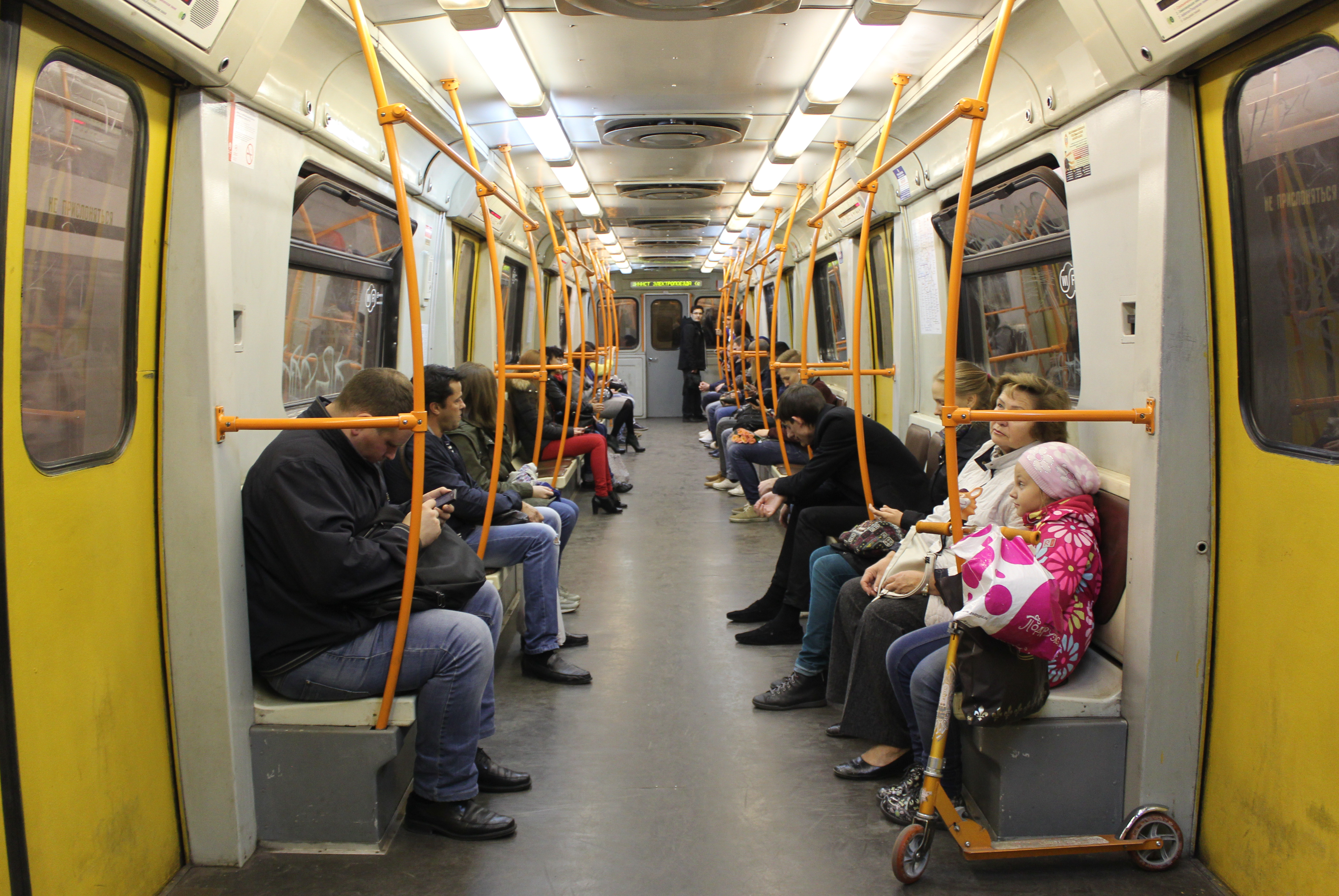
車内（81-720.1/721.1形）
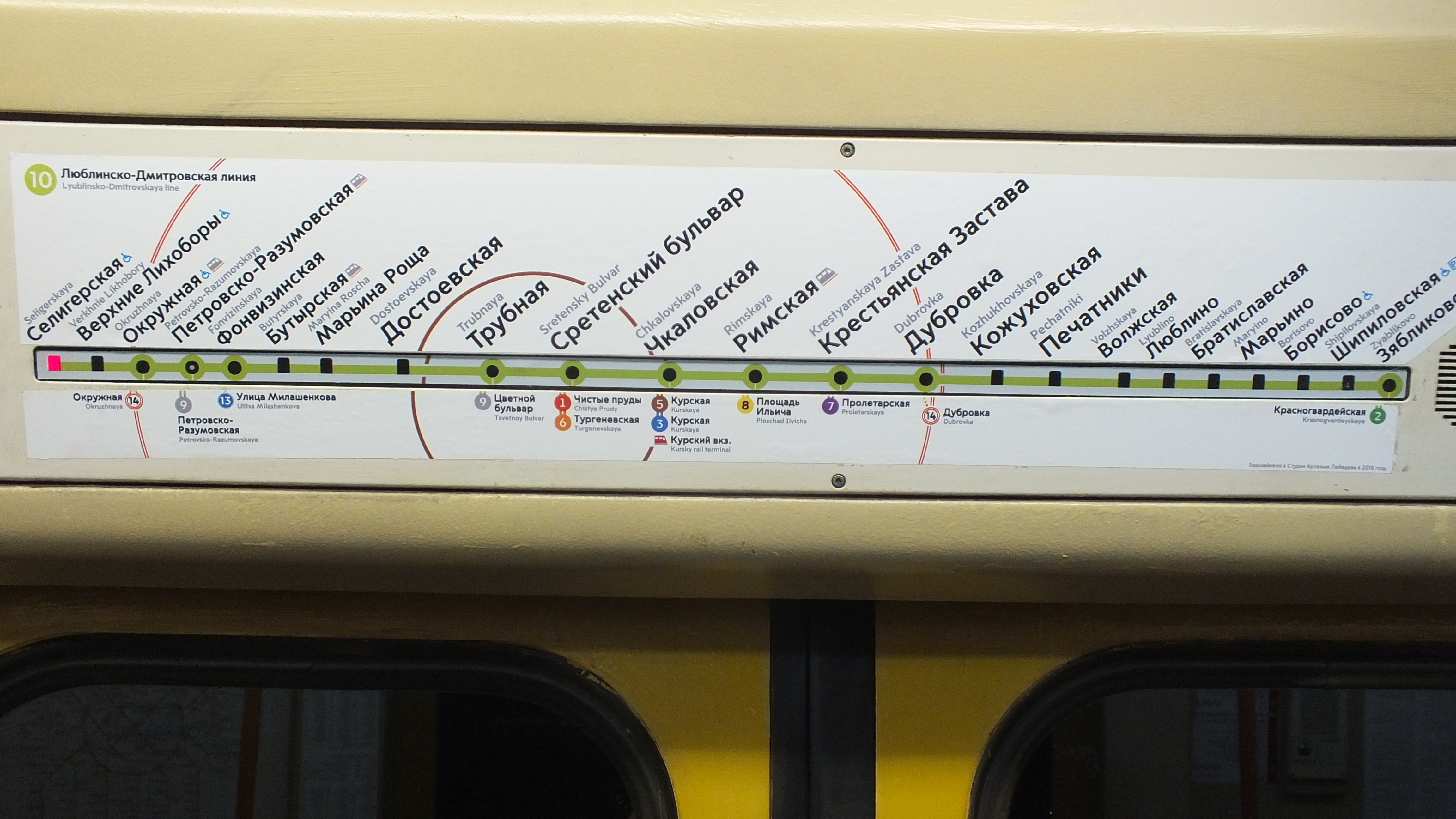
路線図式車内案内表示装置

## 車種・運用

### 81-720/721形

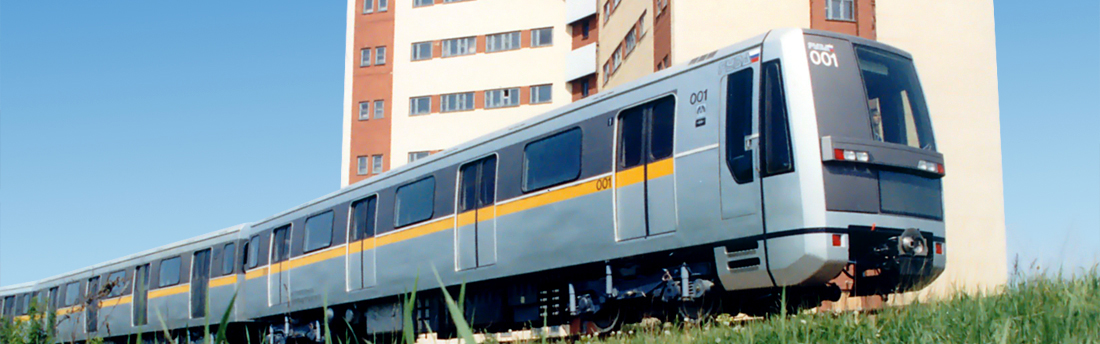
試作編成（1992年撮影）

81-720/721形自体の設計は1987年から始まったが実際の車両の製造は1991年に行われ、試験運転は翌1992年から始まった。当初は全ロシア鉄道研究所の実験線で行われたが、第三軌条方式に対応した設備がなかったため一時的にパンタグラフが設置されていた。モスクワ地下鉄での試運転は1993年から始まり、最初の運転時にはボリス・エリツィン大統領（当時）や政府高官、モスクワ市長なども招待された。だがそれ以降も車両製造の遅れなどが影響した事で延期を繰り返した結果、営業運転開始は製造から8年が経過した1998年6月10日となった。試作車を含め57両（81-720形16両、81-721形41両）が製造されたものの、故障が相次いだ事で2002年をもって製造は中止となった。
2008年まではリュビリーンスコ＝ドミトロフスカヤ線で7両編成を組み使用されていたが、以降は6両編成に減車の上でカホーフスカヤ線で使用されていたが、2019年までに営業運転から撤退した。

### 81-720A/721A形

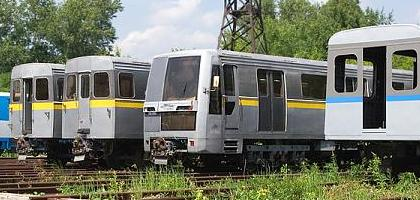
81-720A/721A形

2000年に3両編成1本が製造されたメトロワゴンマッシュの実験用車両。アルストムや日立製作所、ノヴォシビルスクのアシンフロンニエ・ドヴィガテリ（ООО “Асинхронные двигатели”）製の誘導電動機を用いた試験が行われ、結果は2002年以降製造が行われた81-740/741形 "ルシッチ"に反映された。

### 81-720.1/721.1形
電気機器を81-740/741形で用いられたメトロワゴンマッシュ製の"KATP-1"に交換した形式。車内の座席や手すりの変更も実施され、連結面にはLED式車内案内表示装置が搭載された。2004年に28両（7両編成4本）が製造されリュビリーンスコ＝ドミトロフスカヤ線で使用されていたが、81-720/721形と同様に2019年までに営業運転から撤退した。